# 20e étape a du Tour de France 1935
Pour un article plus général, voir Tour de France 1935.
La 20e étape a du Tour de France 1935 s'est déroulée le 27 juillet.
Il s'agit d'une demi-étape qui relie Nantes (Loire-Atlantique) à Vire (Calvados), au terme d'un parcours de 220 kilomètres.
Le Français René Le Grevès remporte la troisième de ses trois victoires d'étape dans l'épreuve tandis que le Belge Romain Maes conserve la tête du classement général.

## Classements

### Classement de l'étape
| \| Classement de l'étape \| Classement de l'étape \| Classement de l'étape \| Classement de l'étape \| Classement de l'étape \| \| Coureur \| Coureur \| Pays \| Équipe \| Temps \| \| --------------------- \| --------------------- \| --------------------- \| ------------------------- \| --------------------- \| \| 1er \| René Le Grevès \| France \| \| \| \| 2e \| Charles Pélissier \| France \| Génial Lucifer-Hutchinson \| \| \| 3e \| Aldo Bertocco \| France \| \| \| \| 4e \| Ambrogio Morelli \| Italie \| \| \| \| 5e \| Orlando Teani \| Italie \| \| \| \| 6e \| Georges Lachat \| France \| \| \| \| 7e \| Louis Thiétard \| France \| \| \| \| 8e \| Gabriel Ruozzi \| France \| \| \| \| 9e \| Maurice Archambaud \| France \| \| \| \| 10e \| Vicente Bachero \| Espagne \| \| \| |                    |         |                           |       |
| |                    |         |                           |       |
| |                    |         |                           |       |
| Classement de l'étape |                    |         |                           |       |
| Coureur | Coureur            | Pays    | Équipe                    | Temps |
| 1er | René Le Grevès     | France  |                           |       |
| 2e | Charles Pélissier  | France  | Génial Lucifer-Hutchinson |       |
| 3e | Aldo Bertocco      | France  |                           |       |
| 4e | Ambrogio Morelli   | Italie  |                           |       |
| 5e | Orlando Teani      | Italie  |                           |       |
| 6e | Georges Lachat     | France  |                           |       |
| 7e | Louis Thiétard     | France  |                           |       |
| 8e | Gabriel Ruozzi     | France  |                           |       |
| 9e | Maurice Archambaud | France  |                           |       |
| 10e | Vicente Bachero    | Espagne |                           |       |

### Classement général à l'issue de l'étape
| \| Classement général \| Classement général \| Classement général \| Classement général \| Classement général \| \| Coureur \| Coureur \| Pays \| Équipe \| Temps \| \| ------------------ \| ------------------ \| ------------------ \| ------------------ \| ------------------ \| \| 1er \| Romain Maes \| Belgique \| Alcyon-Dunlop \| \| \| 2e \| Ambrogio Morelli \| Italie \| \| \| \| 3e \| Félicien Vervaecke \| Belgique \| Alcyon-Dunlop \| \| \| 4e \| Sylvère Maes \| Belgique \| \| \| \| 5e \| Georges Speicher \| France \| \| \| \| 6e \| Jules Lowie \| Belgique \| \| \| \| 7e \| Maurice Archambaud \| France \| \| \| \| 8e \| René Vietto \| France \| Helyett-Hutchinson \| \| \| 9e \| Gabriel Ruozzi \| France \| \| \| \| 10e \| Oskar Thierbach \| Allemagne \| \| \| |                    |           |                    |       |
| |                    |           |                    |       |
| |                    |           |                    |       |
| Classement général |                    |           |                    |       |
| Coureur | Coureur            | Pays      | Équipe             | Temps |
| 1er | Romain Maes        | Belgique  | Alcyon-Dunlop      |       |
| 2e | Ambrogio Morelli   | Italie    |                    |       |
| 3e | Félicien Vervaecke | Belgique  | Alcyon-Dunlop      |       |
| 4e | Sylvère Maes       | Belgique  |                    |       |
| 5e | Georges Speicher   | France    |                    |       |
| 6e | Jules Lowie        | Belgique  |                    |       |
| 7e | Maurice Archambaud | France    |                    |       |
| 8e | René Vietto        | France    | Helyett-Hutchinson |       |
| 9e | Gabriel Ruozzi     | France    |                    |       |
| 10e | Oskar Thierbach    | Allemagne |                    |       |